# آگوری اونیشی
آگوری اونیشی (انگلیسی: Aguri Ōnishi; ۲ مهٔ ۱۹۹۷ – ) بازیگر، و صداپیشه اهل ژاپن بود.